# Сус (річка)
Сус (Уед-Сус; араб. واد سوس) — річка в марокканському історико-географічному регіоні Сус (область Сус-Масса-Драа, згідно теперішнім адміністративним поділом).
Бере початок в горах Високого Атласу недалеко від гори Тубкаль (найвищої вершини Північно-Західної Африки) і тече на захід, проходячи на південь від Таруданту. Впадає в Атлантичний океан біля Агадіру.
Утворює долину, захищену Антиатлаським хребтом від пустельного клімату Сахари і внаслідок цього є одним з найродючіших районів Марокко.